# Jashpur
Jashpur es una ciudad de la India capital del distrito de Jashpur, en el estado de Chhattisgarh.

## Geografía
Se encuentra a una altitud de 779 m s. n. m. a 413 km de la capital estatal, Raipur, en la zona horaria UTC +5:30.

## Demografía
Según estimación 2012 contaba con una población de 29 400 habitantes.